# Aeroportul Red Sucker Lake
Aeroportul Red Sucker Lake (IATA: YRS, ICAO: CYRS) este un aeroport din Manitoba, Canada. Aeroportul a fost tranzitat în 2021 de 5.226 de pasageri.
Situat la o altitudine de 227 m, aeroportul dispune de o singură pistă.